# تیکوئیک اسید

ساختار واحد و تکرارشوندهٔ اسید تیکوئیک از خانوادهٔ باکتریایی Micrococcaceae

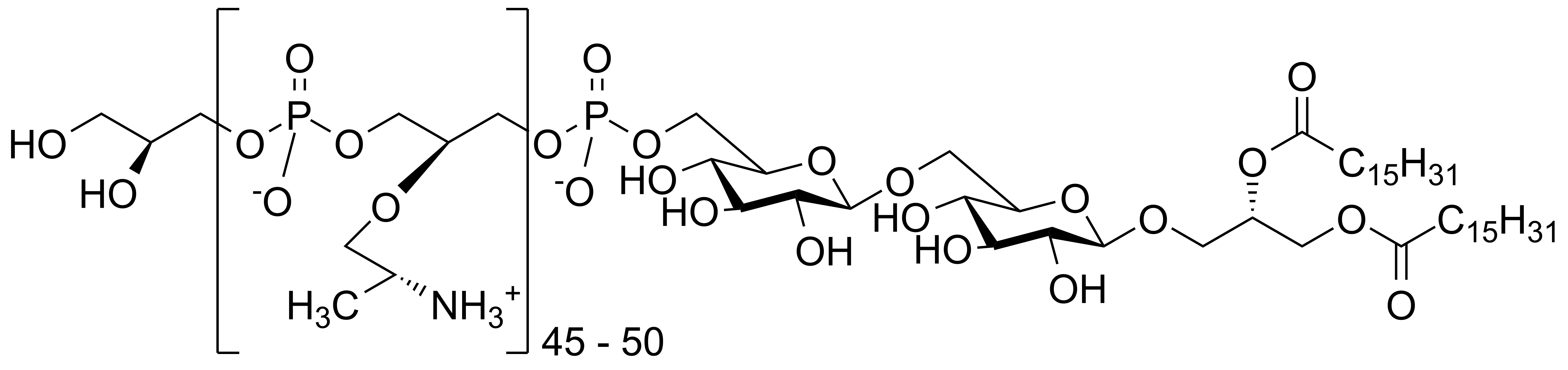
ساختار پلیمری لیپوتیکوئیک اسید

اسیدهای تیکوئیک (در یونانی به‌معنای دیوار مستحکم) کوپلیمرهای باکتریایی از گلیسرول فسفات یا ریبیتول فسفات و کربوهیدرات‌ها هستند که با پیوندهای فسفودی‌استر به یکدیگر مرتبط شده‌اند.
اسیدهای تیکوئیک در دیوارهٔ سلولی بیشتر باکتری‌های گرم مثبت مانند گونه‌هایی از سردهٔ استافیلوکوک، استرپتوکوک، باسیلوس، کلستریدیوم، کورینه‌باکتریوم و لیستریا یافت می‌شوند و به‌نظر می‌رسد که تا سطح لایهٔ پپتیدوگلیکان گسترش می‌یابند. آن‌ها می‌توانند به‌صورت کووالانسی به ان-استیل‌مورامیک اسید یا یک دی-آلانین انتهایی در پیوند متقابل تتراپپتیدی بین واحدهای ان-استیل‌مورامیک اسیدِ لایهٔ پپتیدوگلیکان متصل شوند یا می‌توانند با یک لنگر لیپیدی در غشاء سیتوپلاسمی لنگر انداخته شوند. فرمول شیمیایی اسید تیکوئیک CH17P4O29NOH است.
اسیدهای تیکوئیک که به غشاء لیپیدی متصل می‌شوند، اسیدهای لیپوتیکوئیک (LTAs) نامیده می‌شوند، و اسیدهای تیکوئیک که به‌صورت کووالانسی به پپتیدوگلیکان متصل هستند، اسیدهای تیکوئیک دیواره (WTA) نامیده می‌شوند.

## ساختار
متداول‌ترین ساختار اسیدهای تیکوئیک دیواره، یک دی‌ساکارید ManNAc(β۱→4)GlcNAc با یک تا سه گلیسرول فسفات متصل به هیدروکسیل C4 باقیماندهٔ ManNAc است و به‌دنبال آن یک زنجیرهٔ طولانی از تکرارهای گلیسرول یا ریبیتول فسفات وجود دارد. تغییراتی در دُم زنجیرهٔ بلند وجود دارد، که به‌طور کلی شامل زیرواحدهای قندی است که به طرفین یا بدنهٔ تکرارها متصل می‌شوند. چهار نوع تکرار اسیدهای تیکوئیک دیواره تا سال ۲۰۱۳ نام‌گذاری شده‌اند.
اسیدهای لیپوتیکوئیک از الگوی مشابهی پیروی می‌کنند که بیشترین تنوع را در تکرارها ایجاد می‌کند. اگرچه مجموعهٔ آنزیم‌های مورد استفاده دست‌کم در مورد LTA نوع I متفاوت است. تکرارها از طریق یک لنگر (دی) گلوکوزیل-دیاسیل گلیسرول (Glc (2) DAG) بر روی غشاء لنگر می‌زنند.

## عملکرد
عملکرد اصلی اسیدهای تیکوئیک ایجاد انعطاف‌پذیری دیوارهٔ سلولی با جذب کاتیون‌هایی مانند کلسیم و پتاسیم است. اسیدهای تیکوئیک را می‌توان با باقی‌مانده‌های استر دی-آلانین، یا دی-گلوکز آمین جایگزین کرد که به مولکول، خاصیت یون دوقطبی می‌دهد. این اسیدهای تیکوئیک دوقطبی، لیگاندهای احتمالی برای گیرنده‌های تی‌ال‌آر ۲ و ۴ هستند. اسیدهای تیکوئیک همچنین با محدود کردن توانایی اتولیزین‌ها برای شکستن پیوند β(۱–۴) بین ان-استیل‌گلوکزآمین و ان-استیل‌مورامیک اسید به تنظیم رشد سلولی کمک می‌کنند.
اسیدهای لیپوتیکوئیک ممکن است به‌عنوان مولکول‌های گیرنده برای برخی از باکتریوفاژها عمل کنند. با این حال، این موضوع هنوز به‌طور قطعی اثبات نشده‌است. این ماده، یک پلیمر اسیدی است و بار منفی به دیوارهٔ سلولی اعمال می‌کند.

## به‌عنوان یک هدف دارویی آنتی‌بیوتیکی
موضوع استفاده از تیکوئیک اسیدها به‌عنوان هدفی برای آنتی‌بیوتیک‌ها در سال ۲۰۰۴ پیشنهاد شد. پژوهشی نیز در سال ۲۰۱۳ به این موضوع، پرداخته‌است.